# Línia 70 d'autobusos de Barcelona
La línia 70 de la Xarxa de Busos de Barcelona connecta el Barri de Sants amb La Bonanova passant gran part del trajecte per la Rambla Badal (o Rambla Brasil o Granvia de Carles III) 
Va ser Inaugurada al 1972 junt amb l'antiga línia 72 (ara la V3)
Aquest és un mapa del Recorregut actual. Hi han hagut canvis des del primer.